# Cheiracanthium albidulum
Cheiracanthium albidulum är en spindelart som först beskrevs av John Blackwall 1859.  Cheiracanthium albidulum ingår i släktet Cheiracanthium och familjen sporrspindlar.
Artens utbredningsområde är Madeira. Inga underarter finns listade i Catalogue of Life.